# Iron Man (Eric Dolphy)
| Recensione | Giudizio |
| ---------- | -------- |
| AllMusic   | [ 1 ]    |

Iron Man è un album discografico di Eric Dolphy, pubblicato dall'etichetta discografica Douglas International Records nel novembre del 1968.

## Tracce
Lato A
1. Iron Man – 9:10 (Eric Dolphy) – Registrato il 3 luglio 1963 a New York
2. Mandrake – 4:46 (Eric Dolphy) – Registrato il 3 luglio 1963 a New York
3. Come Sunday – 6:28 (Duke Ellington) – Registrato il 1º luglio 1963 a New York

Lato B
1. Burning Spear – 11:55 (Eric Dolphy) – Registrato il 3 luglio 1963 a New York
2. Ode to C.P. – 8:10 (Eric Dolphy) – Registrato il 1º luglio 1963 a New York

- Brano Ode to C.P. (C.P. sta per Charlie Parker) sull'etichetta del vinile è accreditato a Eric Dolphy, per altre fonti a Jaki Byard

## Musicisti
Iron Man / Mandrake / Burning Spear
- Eric Dolphy - sassofono alto, clarinetto basso, flauto
- Woody Shaw - tromba
- Prince Lasha - flauto (brano: Burning Spear)
- Clifford Jordan - sassofono tenore (brano: Burning Spear)
- Huey Sonny Simmons - sassofono alto (brano: Burning Spear)
- Bobby Hutcherson - vibrafono
- Richard Davis - contrabbasso
- Eddie Khan - contrabbasso (solo nel brano: Iron Man)[3]
- J.C. Moses - batteria

Come Sunday / Ode to C.P.
- Eric Dolphy - clarinetto basso, flauto
- Richard Davis - contrabbasso[4]

Note aggiuntive
- Alan Douglas - produttore[3]
- Registrato il 1 e 3 luglio 1963 a New York[4]